# Twinkletoes in Hat Stuff
Twinkletoes in Hat Stuff (Relleno de sombrero) es un corto de animación estadounidense de 1941, de la serie Animated Antics. Fue producido por los estudios Fleischer y distribuido por Paramount Pictures.

## Argumento
Twinkletoes duerme en la oficina de mensajería cuando recibe una llamada de Mysto, el mago preguntándole si está allí su maleta, cosa que así es, y le dice que si se la pueden llevar en cinco minutos le dará una gran recompensa. 
La promesa del premio motivará a Twinkletoes, pero tendrá más problemas de los previstos a causa de los trucos que encierra el sombrero mágico que hay en la maleta.

## Realización
Twinkletoes in Hat Stuff es la undécima y última entrega de la serie Animated Antics (bufonadas animadas) y fue estrenada el 29 de agosto de 1941.